# Paczków

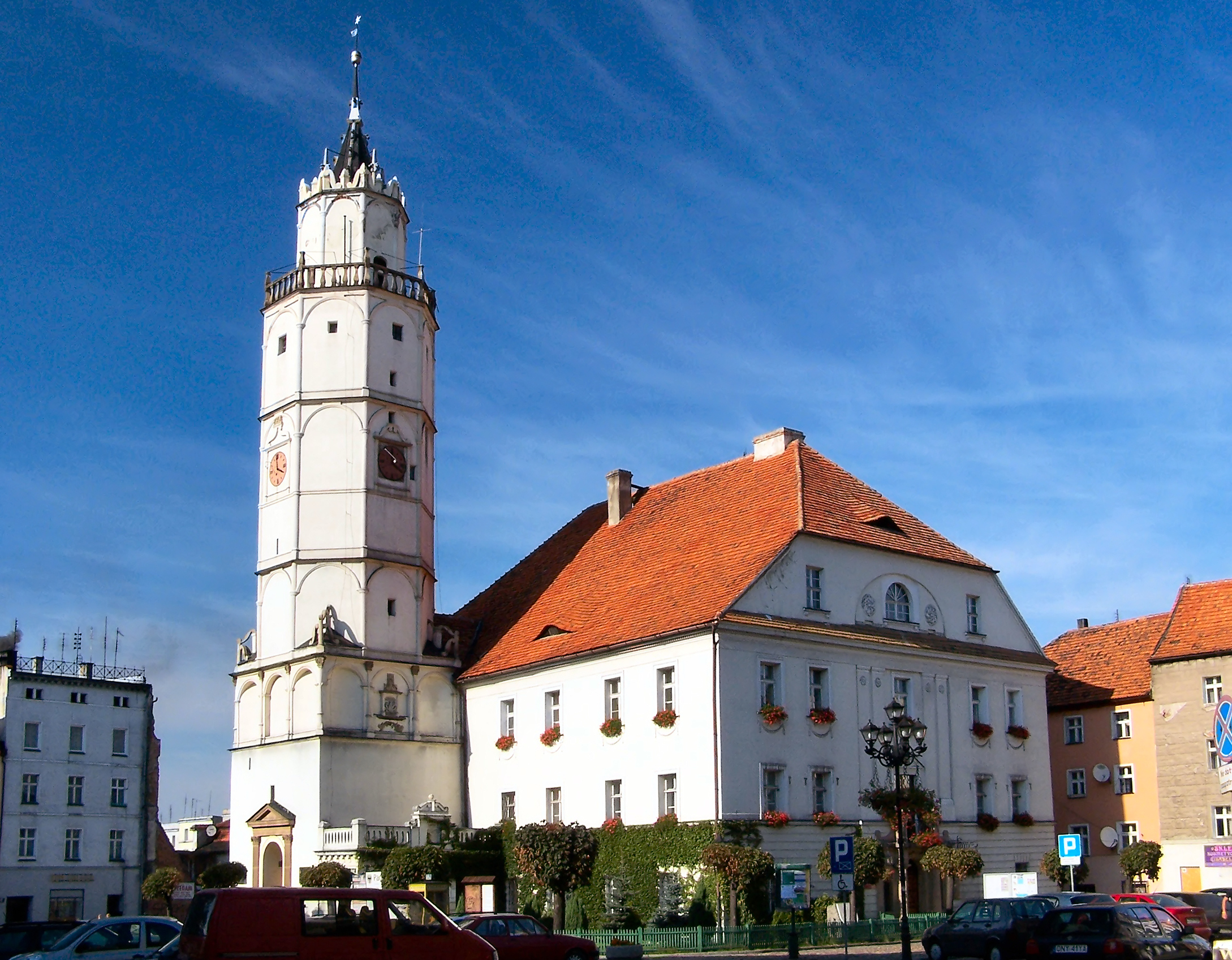
Paczków

Paczków este un oraș în Polonia.